# Нісден (станція метро)
51°33′15″ пн. ш. 0°15′01″ зх. д. / 51.554167° пн. ш. 0.250278° зх. д.
Нісден (англ. Neasden) — станція лінії Джубилі Лондонського метро, у Нісден, Лондон. Розташована у 3-й тарифній зоні, між станціями Вемблі-парк та Долліс-гілл. Потяги лінії Метрополітен прямують через станцію без зупинки. Пасажирообіг на 2017 рік — 3.84 млн

## Історія
- 2 серпня 1909: відкриття станції у складі Metropolitan Railway (сьогоденна лінія Метрополітен), як Кінгсбері-енд-Нісден
- 1910: станцію перейменовано на Нісден-енд-Кінгсбері
- 1932: станцію перейменовано на Нісден
- 20 листопада 1939: відкриття трафіку лінії Бейкерлоо[3].
- 7 грудня 1940: лінія Метрополітен переходить на наскрізний трафік[3]
- квітень 1958: закриття товарної станції[4]
- 1 травня 1979: закриття трафіку Бейкерлоо, відкриття Джубилі.

## Пересадки
- на автобуси оператора London Buses маршруту: 297.